# Eero Tala
Eero Otto Juhani Tala, född 26 september 1931 i Kiikka, död 20 juni 2005 i Åbo, var en finländsk läkare och professor, specialist i lungsjukdomar.
Tala blev medicine och kirurgie doktor 1967. Han verkade 1968–1994 som professor i lungsjukdomar vid Åbo universitet och som överläkare för lungkliniken vid Pemars sjukhus. 1983–1985 var han dekanus för medicinska fakulteten vid Åbo universitet.
Tala gjorde en insats för tuberkulosvården och spelade en central roll när det gällde att utveckla Pemar sanatorium så att det skulle kunna svara mot den moderna sjukvårdens krav. Han publicerade vetenskapliga arbeten om tuberkulos och andra lungsjukdomar samt inom farmakologin. 1986–1990 var han ordförande för europeiska avdelningen av den internationella tuberkulosunionen. 1970–1994 anlitades han av Medicinalstyrelsen/Stakes som expert i lungmedicinska frågor och 1987–2002 var han medicinsk expert vid Sigrid Jusélius stiftelse. Han var mångårig ordförande för styrelsen för Föreningen för tuberkulosens bekämpande i Finland och belönades med hedersmedlemskap i lungläkarföreningarna i Finland, Ungern och Latinamerika.